# Bolt (navegador para internet)
O BOLT Browser foi um navegador de internet para telefones móveis incluindo celulares e smartphones que suportem aplicações da plataforma Java ME. O Navegador BOLT era oferecido gratuitamente aos clientes e era licenciado pelas Operadoras de redes móveis e fabricantes de aparelhos portáteis. O navegador BOLT foi produzido pela Bitstream Inc., a empresa que anteriormente produziu o ThunderHawk para Operadoras de redes móveis e fabricantes de aparelhos portáteis.
O BOLT foi originalmente apresentado em versão beta no privado em 15 de janeiro de 2009 e foi disponibilizado ao público no dia 16 de fevereiro de 2009 momento em que a versão pública beta foi anunciada no Congresso Mundial da Tecnologia Móvel em Barcelona. O BOLT suportava aparelhos portáteis baseados em Java com o Java MIDP 2 e CLDC 1.0 ou maior. O BOLT também tem uma versão especialmente otimizada para smartphones BlackBerry e funcionava com dispositivos Windows Mobile e Palm OS  que empregava um gerenciador MIDlet ou um emulador Java. O BOLT foi construído usando o motor gráfico WebKit para exibir uma página web completa assim como encontradas em navegadores para desktop.
Em dezembro de 2011, o navegador BOLT foi descontinuado e todas as instalações acabaram tornando-se inutilizáveis.

## História
- 15 de janeiro de 2009: O BOLT foi apresentado como um beta privado.[5]
- 16 de fevereiro de 2009: O BOLT foi disponibilizado em versão beta para o público gratuitamente no Congresso Mundial da Tecnologia Móvel.[6]
- 1 de abril de 2009 – O BOLT Beta2 foi lançado na CTIA Wireless de 2009 em Las Vegas, NV. Este lançamento incluía melhorias, concertos de bugs menores e novas funcionalidades.[7]
- 29 de junho de 2009 – BOLT Beta3 foi lançado, BOLT lite foi anunciado. Beta3 incluía maiores melhorias, concertos de problemas menores e novas funcionalidades.[8]
- 7 de outubro de 2009 - BOLT 1.5 foi lançado. O primeiro lançamento comercial marca o fim dos testes com a versão beta.[9]
- 23 de março de 2010 - BOLT 2.0 Versão Beta foi anunciado pela desenvolvedora Bitstream Inc. A maior mudança é a inclusão de navegação por abas.[10]
- 24 de maio de 2010 - BOLT 2.1 lançado, apresentando suporte para vídeos no formato HTML5[11]

## Conquistas
- 16 de janeiro de 2009 - BOLT beta privado (ver 0.73) considerado como o navegador mais rápido para dispositivos móveis.[12]
- 30 de março de 2009 - BOLT (ver 0.86) considerado como o único navegador para celulares que eram capazes de transmitir vídeo.[13]
- 29 de maio de 2009 - 1 de 6 usuários do BOLT reside na Índia (versão da época Beta2 0.94).[14]
- 23 de junho de 2009 - BOLT supera 1 milhão de instalações por usuários finais (versão da época Beta2 0.94).[15]
- 28 de julho de 2009 - BOLT supera mais de 100 milhões de páginas lidas (versão da época Beta3 1.04).[16]

## Queda
Em 12 de dezembro de 2011, o site do Bolt mudou e passou a exibir a seguinte mensagem:
```
Caro usuário do BOLT,
```

```
O serviço do navegador móvel gratuito BOLT foi descontinuado.
Infelizmente, as circunstâncias econômicas nos impedem de seguir disponibilizando o serviço gratuito. Nós pedimos desculpas por qualquer inconveniente e agradecemos a você pela lealdade e pelo suporte.
```

```
Equipe do BOLT
```

Em complemento, o navegador exibia um banner indicando que o serviço seria descontinuado no dia 14 de dezembro. Nem no site e nem nos e-mails correspondentes enviados aos usuários mencionavam a possibilidade de uma versão paga.
Em 14 de dezembro de 2011, as instalações existentes do  BOLT se tornaram inutilizáveis.

## Funcionalidades
As distintas funcionalidades do navegador BOLT eram:

### Visão em tela dividida
Visão em tela dividida é uma tecnologia patenteada pela BOLT no qual uma visão comprimida da página em versão para desktop é visível nos dois terços superiores da tela. Um retângulo de ampliação fica disponível para rolar sobre esta área. Uma visão ampliada da área selecionada é exibida no terço inferior da tela. Esta tecnologia permite que o usuário veja a versão para computador de mesa das páginas da internet sem comprometer a leitura em telas pequenas.

### Navegação por abas
A experiência da navegação com abas permite que o usuário navegue por mais de um site simultaneamente.

### Compressão de dados assistido por servidor
O BOLT usava servidores em nuvem que podiam comprimir os dados que chegavam ao dispositivo (algumas vezes 24 vezes menor), resultando em carregamentos de páginas mais rápidos. Os servidores proxy usados pelo BOLT ficavam nos Estados Unidos. 

### Layout no estilo desktop
O BOLT disponibiliza um modo especial que facilita a leitura de páginas da internet. O modo tela dividida exibe um retângulo ampliador flutuando sobre um mini mapa  da página inteira nos dois terços superiores da tela e uma vista ampliada do conteúdo abaixo do ampliador no um terço inferior da tela. O ampliador que flutua sobre o mini mapa permite que o usuário encontre informações rapidamente e navegue nos sites com facilidade.

### Backup dos favoritos
O BOLT permite que os usuários façam backup dos favoritos na memória do dispositivo e restaurem diretamente através do BOLT. Salvar o backup dos favoritos na conta do usuário na BOLT Space e restaurá-lo independente do dispositivo, da plataforma, do tipo do BOLT (BOLT ou BOLT Lite) ou da localização.

### Transmissão de áudio e vídeo
O BOLT suporta transmissão de áudio e vídeo no formato HTML5.
Ele também suporta a transmissão de vídeos no formato flash expandido.

### Integração avançada de redes sociais
O BOLT oferece integração com o Facebook - postar mensagens, links ou endereços web de qualquer página  mostrada no BOLT diretamente ao perfil do Facebook sem ter que navegar para fora da página atual. O BOLT oferece suporte para o chat do Facebook  e outras aplicações de chat com base na internet. Ele também oferece suporte para os aplicativos web do YouTube - buscar e ver vídeos diretamente no BOLT.

## Tecnologias
O navegador móvel BOLT é compatível com a maioria dos telefones móveis. Ele oferece  um navegador com estilo desktop incluindo a funcionalidade de transmissão de vídeo.

### Visualização em tela dividida
Uma funcionalidade patenteada de visualização em tela dividida e atalhos de teclado intuitivos fazendo com que navegar na internet torne-se simples. O BOLT é construído usando a tecnologia de navegação móvel da Bitstream, o ThunderHawk.

### Motor gráfico WebKit
O BOLT foi construído usando o motor gráfico WebKit para entregar o mesmo layout de página web como encontrado nos navegadores para desktop e inclui altos padrões observância como o suporte ao AJAX e vídeos em formato flash. A tecnologia cliente/servidor da Bitstream, fontes para dispositivos móveis e as tecnologias de geração de fonte e entrega de conteúdo rápido habilitando entregas em massa ao mercado, melhorou a legibilidade permitindo que o BOLT encaixasse mais informação em telas menores. A tecnologia de navegação em dispositivos móveis básico do BOLT, ThunderHawk, suporta ambas plataformas J2ME, assim como ambientes não-J2ME no entanto um C++ SDK.
O navegador BOLT passou no teste Acid3 com uma pontuação perfeita de 100%. Acid3 é uma página de teste do Web Standards Project que testa o quão bem um navegador suporta certos padrões da internet.

### Tecnologias Web
- O BOLT não suporta Flash mas suporta o formato FLV (como em sites de transmissão de vídeo na internet incluindo www.YouTube.com, www.Myspace.com, video.google.com, etc.).[21]
- O BOLT fornece suporte à versão 3 do ECMA Script 262 JavaScript para formulários de sites, aplicações e outras informações.
- O BOLT permite a visualização de páginas AJAX que são escritas usando ECMA-262 versão 3/JavaScript 1.6 standard. As páginas web que usam eventos relacionados a tempo não são atualmente suportadas.
- O BOLT suporta conteúdo WAP 1.x — WML, e conteúdo WAP 2.x — XHTML-MP com WCSS e ECMAScript-MP.

## Segurança e privacidade
O BOLT é assinado com certificados de terceiros da VeriSign e da Thawte. Essas "assinaturas" permitem que o SO do dispositivo confirme a autenticidade do BOLT, fornece acesso a API's seguras do dispositivo, e ajuda a garantir que o BOLT está livre de softwares maliciosos e/ou vírus. Aplicações assinadas permitem que você utilize o BOLT com poucos diálogos de permissões para o arquivo e acesso de rede do sistema operacional do seu dispositivo.
Entretanto, algumas poucas plataformas incluindo o Motorola P2K não permite a instalação de versões assinadas. Para permitir a instalação nesses dispositivos, uma versão não assinada do BOLT, sem nenhum certificado, também é oferecido.

### Proxy do servidor
O BOLT fazia todas as solicitações de procuração via servidor na núvem da BOLT para comprimir tráfico e manter informações específicas do site sobre usuários, tal qual cookies de navegador e preferências de site e o conteúdo de carrinhos de compras. Esta solução tem maiores implicações de segurança:  O BOLT podia trivialmente rastrear a atividade do usuário e até arbitrariamente intervir com o conteúdo exibido pelo navegador.

### Conexão segura 128-bit (SSL)
O BOLT usava um protocolo cifrado chamado Secure Sockets Layer (SSL) para acessar páginas seguras na Web. A conexão entre o dispositivo e o servidor BOLT também é cifrada.

### Notificação de erro de certificado
Um certificado é um documento eletrônico que pode ajudar a identificar o proprietário de um site na Web e pode ajudar você a fazer decisões sobre confiança no site com informações pessoais e financeiras. O BOLT avisa sobre erro de certificado quando há um problema com um certificado ou o uso do certificado pelo servidor.

## Localização e idiomas
O BOLT está disponível em inglês, espanhol, russo e índico.
O BOLT suporta a visualização de sites na Web em todas as línguas baseadas no latim incluindo inglês, alemão, francês, espanhol, holandês, flamengo, sueco e muitas outras que são fundamentalmente baseadas no latim. Usando a utilidade "instalar fontes", você pode também visualizar sites da Web em línguas baseadas no cirílico incluindo búlgaro, russo, bielorrusso, sérvio, macedônio, ucraniano, moldavo, cazaque, usbeque, quirguiz, tajique, tuvanês e mongol.
O BOLT está também disponível em idiomas da Índia.

## Prêmios
O navegador BOLT recebeu numerosos prêmios e menções na mídia. Alguns dos prêmios importantes para o navegador BOLT são:
- Mobile Merit Awards | 2010 | vice-campeão in Categorias gerais de aplicativos para o consumidor e de plataforma de entrega de serviços. O navegador móvel BOLT foi nomeado vice-campeão no Mobile Merit Awards 2010 em duas categorias: Melhor aplicativo móvel para o consumidor geral e Melhor plataforma de entrega de serviços.[27]
- CTIA E-Tech Awards | 2010 | Primeiro lugar em aplicativos para celular - Categoria Entretenimento / Redes Sociais[28]
- Mobile Star Awards | 2009 | Prêmio Superstar em Aplicativo de Consumidor: categoria Navegador da Web. O navegador móvel BOLT recebeu as honras no oitavo programa anual Mobile Star Awards, ganhando o prêmio SUPERSTAR na categoria Consumer App: Web Browser. Outros indicados nesta categoria incluem Apple - Safari para iPhone, Opera Mobile e Skyfire.[29]
- Stevie Awards | 2009 | Finalista para a empresa mais inovadora do ano[30]
- CNET Webware 100 Award Finalist | 2009 | Finalist da categoria Navegação[31]
- Tech Awards Circle | 2009 | Prêmio Bronze de Melhor Software de Consumidor / SOHO[32]
- PC Magazine | 29 de dezembro de 2009 | 4 estrelas (em um total de 5)[33]